# Dustin Diamond
Pour les articles homonymes, voir Diamond.
Dustin Diamond est un acteur, réalisateur et musicien américain né le 7 janvier 1977 à San José en Californie et mort le  1er février 2021 à Cape Coral en Floride,. Il se fait connaître grâce à son rôle de Screech dans Sauvés par le gong.

## Biographie

### Carrière
Dustin Diamond joue dès l'âge de onze ans dans la série Bonjour, miss Bliss. Il y tient le rôle d'un élève surnommé « Screech ». La série ne dure qu'une seule saison, mais il retrouve le même rôle dans la série Sauvés par le gong qui prolonge Bonjour, miss Bliss. Sauvés par le gong dure quatre saisons et raconte sur un ton léger le quotidien d'élèves d'un lycée imaginaire de Los Angeles.
« Screech », le personnage aux préoccupations décalées joué par Dustin Diamond, n'est pas le héros de la série, mais lui assure l'essentiel de sa notoriété au cours de sa carrière qui durera une trentaine d'années.
Sur le plan professionnel, il ne joue que des « petits rôles dans des productions de second plan ». Il participe à des téléréalités comme Celebrity Boxing ou « Celebrity Fit Club ».

### Mort
Dustin Diamond meurt le 1er février 2021, d'un cancer généralisé,,. Ses partenaires de la série Sauvés par le gong lui rendent alors hommage, saluant notamment son talent comique à Cape Coral en Floride . Les internautes fans de la série lui rendent également hommage, témoignant de leur attachement à son personnage, « Screech », un geek maladroit et loufoque.

### Vie privée
En 2006, Dustin Diamond se fait remarquer pour une sextape qu'il tourne lui-même, puis un livre en 2014 sur les dessous de la série Sauvés par le gong, où il narre des anecdotes notamment sur des consommations de drogue ou des relations sexuelles. Il affirmera plus tard que le livre est rempli de mensonges.

## Affaires judiciaires
En 2015, il est condamné à trois mois de prison pour une bagarre, et, en 2016, y retourne pour violation de sa liberté conditionnelle.

## Filmographie

### En tant qu'acteur

#### Longs métrages
- 1988 : Big Top Pee-Wee de Randal Kleiser : Deke, enfant
- 1988 : Purple People Eater de Linda Shayne : le grand Z
- 1989 : Touche pas à ma fille (She's Out of Control) de Stan Dragoti : le garçon de la plage
- 2000 : Franc-jeu (Longshot) de Lionel C. Martin : le serveur
- 2001 : Made de Jon Favreau : lui-même
- 2002 : Jane White Is Sick & Twisted de David Michael Latt : Simone
- 2002 : Méchant Menteur (Big Fat Liar) de  Shawn Levy : l'invité en fête
- 2003 : Pauly Shore est mort (Pauly Shore Is Dead) de  Pauly Shore : lui-même
- 2003 : Dickie Roberts, ex enfant star (Dickie Roberts: Former Child Star) de  Sam Weisman : lui-même
- 2005 : 13th Grade de JJ Garvine : Corey
- 2006 : Screeched de Greg Blatman : lui-même (vidéo)
- 2008 : Our Feature Presentation de Gardner Loulan : M. Renolds
- 2009 : Porndogs: The Adventures of Sadie de ? : Buster (voix)
- 2009 : American Pie Présente : Les Sex Commandements (American Pie Presents: The Book of Love) de John Putch : l'ancien élève
- 2010 : Big Money Rustlas de Paul Andresen : l'homme de l’appentis
- 2010 : Tetherball: The Movie de Chris Nickin : le coach McAger
- 2010 : Minor League: A Football Story de Clenet Verdi-Rose : Richard Wellington
- 2012 : Little Creeps de Brad Leo Lyon : le professeur Donnely (vidéo)
- 2012 : Four Corners Road de Gregory Van Voorhis : lui-même
- 2012 : All Wifed Out de Jason Stein : lui-même
- 2014 : Hamlet A.D.D. de Bobby Ciraldo et Andrew Swant : Bernardo
- 2014 : Scavenger Killers de Dylan Bank : l'agent Dewayne
- 2014 : College Fright Night de Brad Leo Lyon : le professeur Donnely
- 2015 : Bleeding Hearts de Dylan Bank : Oliver Jaffe
- 2015 : A Dog for Christmas de Joel Paul Reisig : Fred
- 2016 : Joker's Wild de Christopher S. Lind : Raynard

#### Courts métrages
- 1988 : The Price of Life de Stephen Tolkin : le jeune Stiles
- 2013 : Breaking Belding de Sandeep Parikh : Screech Powers / Saul Goodman
- 2020 : Catching Up de Shane Alden : le professeur de musique

#### Téléfilms
- 1987 : Le Périlleux Voyage de Yogi et ses amis (Yogi's Great Escape) de Bob Goe,

Paul Sommer, Rudy Zamora et Ray Patterson : l'enfant potelé (voix)
- 1989 : Who Shrunk Saturday Morning? de Doug Rogers : Samuel « Screech » Powers
- 1992 : Saved by the Bell: Hawaiian Style de Don Barnhart : Samuel « Screech » Powers
- 1994 : Saved by the Bell: Wedding in Las Vegas de Jeff Melman : Samuel « Screech » Powers
- 1995 : Attack of the Killer B-Movies : Dustin
- 2013 : Stupid Hype de Dugan O'Neal : lui-même

#### Séries télévisées
- 1987 : It's a Living : le jeune Sonny (saison 5, épisode 10 : The Sonny's Mother Show)
- 1988 : Bonjour, miss Bliss (Good Morning, Miss Bliss) : Samuel « Screech » Powers (13 épisodes)
- 1989 : Les Années coup de cœur (The Wonder Years) : Joey Harris (saison 2, épisode 9 : Loosiers)
- 1989-1993 : Sauvés par le gong (Saved by the Bell) : Samuel « Screech » Powers (86 épisodes)
- 1990 : Les nouveaux monstres sont arrivés (The Munsters Today) : Rob (saison 3, épisode 9 : Mind Reader)
- 1990 : Les Années coup de cœur (The Wonder Years) : Joey Lapman (saison 3, épisode 16 : The Glee Club)
- 1993 : Getting By : Tommy (2 épisodes)
- 1993-1994 : Sauvés par le gong : Les Années lycée : Samuel « Screech » Powers (19 épisodes)
- 1994-2000 : Sauvés par le gong : La Nouvelle Classe : Samuel « Screech » Powers (130 épisodes)
- 2002 : Off Centre, appartement 6D (Off Centre) : Dustin Diamond (saison 1, épisode 14 : Mission Im-posse-ble)
- 2002 : The Rerun Show : le docteur (saison 1, épisode 4 : Saved by the Bell: Jessie's Song / The Jeffersons: Florence in Love)
- 2004 : Tom Goes to the Mayor : lui-même (saison 2, épisode 1 : My Big Cups)
- 2017 : Your Pretty Face Is Going to Hell : lui-même (saison 3, épisode 11 : Snow Job)

### En tant que réalisateur, scénariste et directeur de la photographie
- 2001 : Dustin Diamond Teaches Chess (vidéo).

### En tant que producteur
- 2001 : Dustin Diamond Teaches Chess (vidéo)
- 2006 : Screeched (vidéo).